# 배터리 길

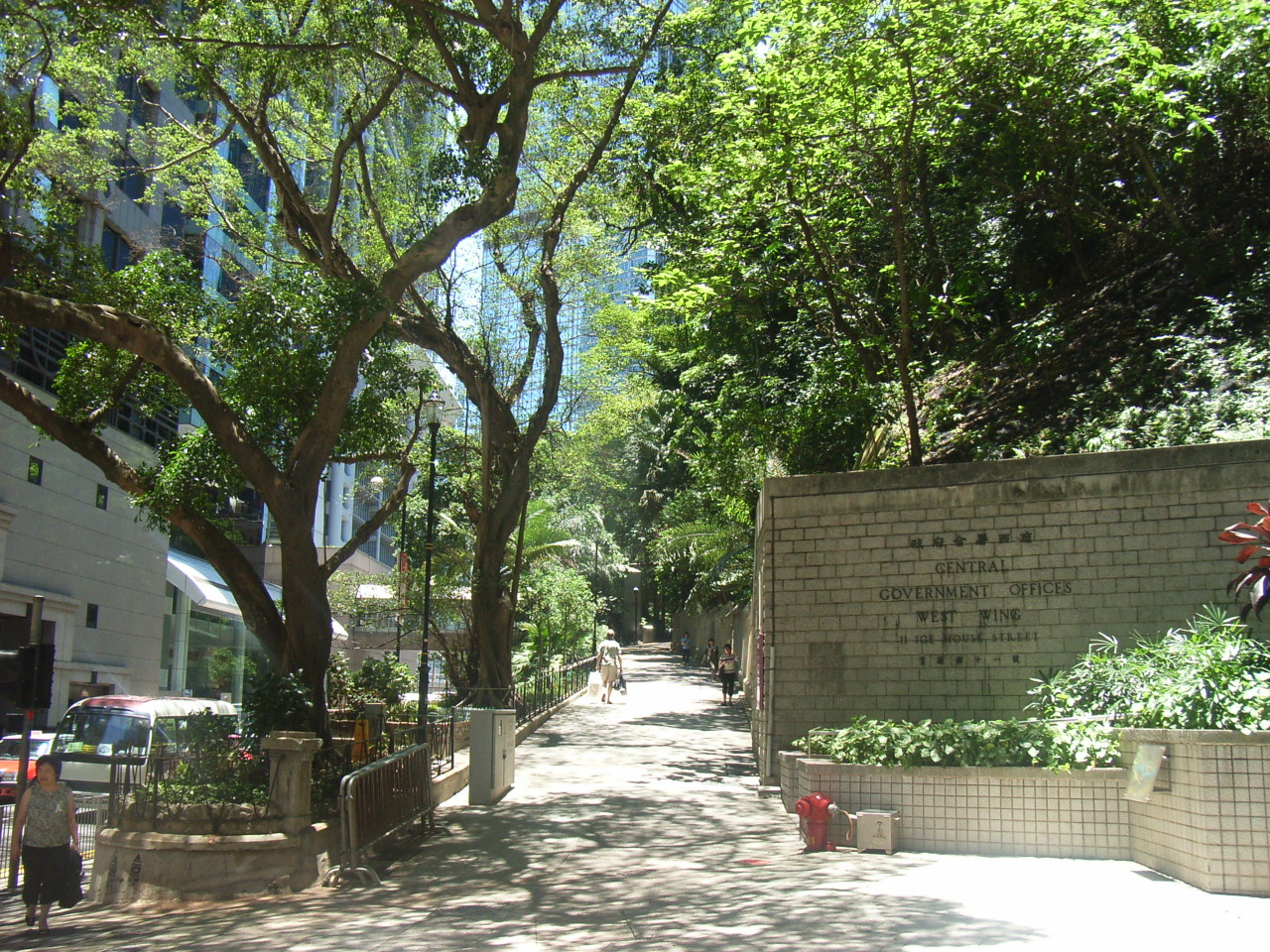
퀸스 로드와 쉿총 가가 만나는 나들목에 위치한 배터리 길 입구

배터리 길(영어: Battery Path →포대 길, 중국어 정체자: 炮台里, 파우터이레이)은 홍콩 중완의 가버먼트 힐 아래에 위치해 있는 보행 전용길이다. 길 명칭은 머리 포대(Murray Battery)에서 따왔으며 퀸스 로드에서 가든 로드까지의 거리를 잇는다. 길을 걷는 중간중간에 역사적 명소들이 많이 자리해 있으며, 그중에는 중구정부합서, 전 프랑스 외방전도회 대루, 세인트 존 성당이 있다.

## 역사

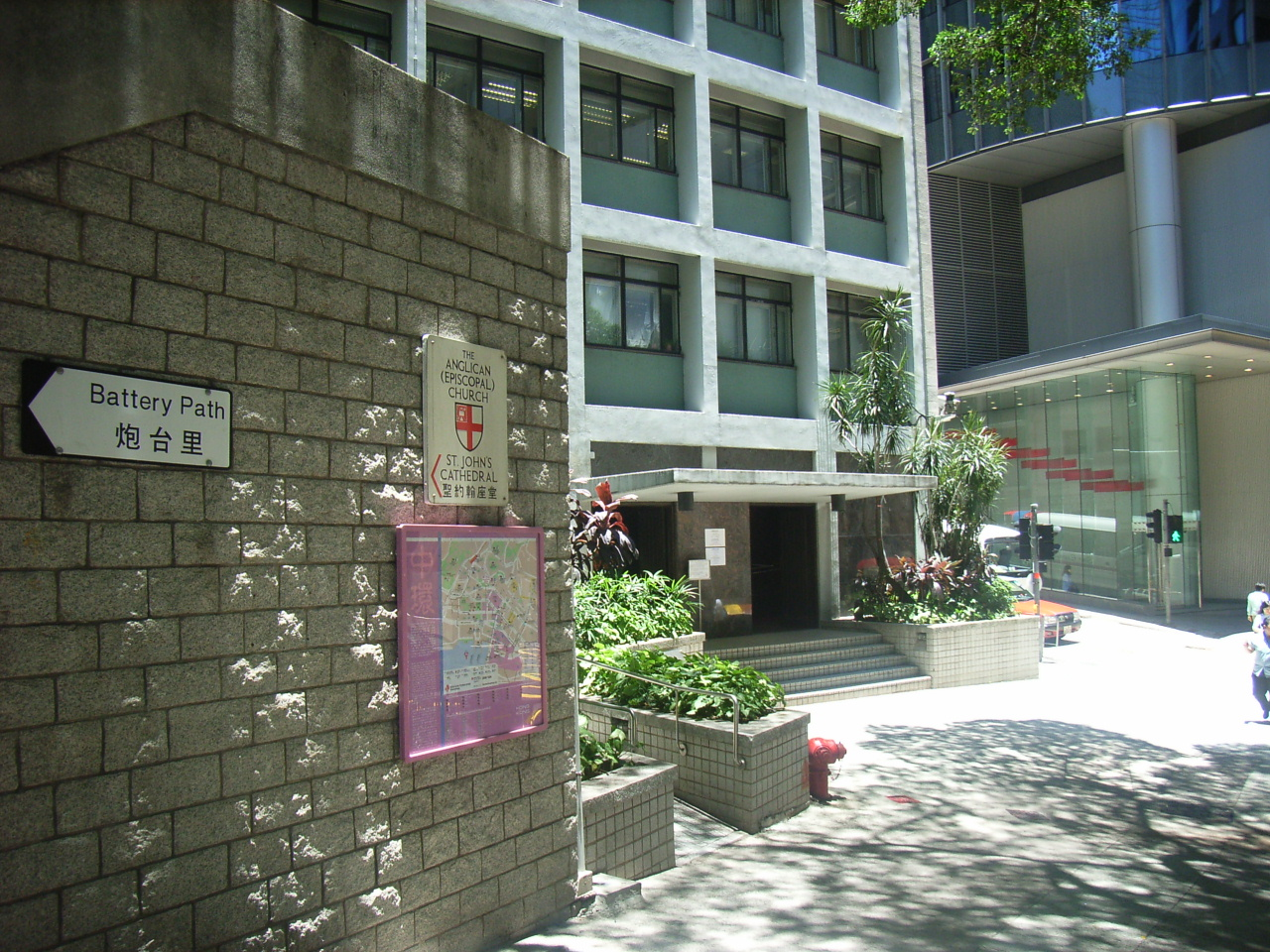
배터리 길에서 바라본 중구정부합서의 서관 건물

제1차 아편 전쟁이 벌어지던 1841년 영국군은 홍콩을 점령하였고, 1년 후 1842년에는 난징 조약에 따라 점령지를 할양받았다. 이에 따라 설치된 홍콩 식민지 정부는 본부 청사와 방어시설을 세우게 되었는데, 그 일대가 바로 지금의 배터리 길이다. 1841년경에는 길 공사가 마무리되었고, 이때 즈음부터 머리 포대(Murray Battery)의 이름을 따서 '배터리' 길(Battery Path)이라고 칭하게 되었다. 당시 배터리 길과 포대 모두 홍콩섬의 빅토리아 항구 부둣가에 자리해 있었다. 하지만 지금은 좀 더 섬 안쪽으로 위치가 옮겨진 상태인데, 이는 길이 조성될 때부터 시작된 간척으로 홍콩 섬의 토지가 넓어졌기 때문이다.
20세기 초에는 이 길로 지나다니는 가마꾼들로 매일 붐비었는데, 길목 양옆에 자라난 반얀나무 그늘 밑에서 쉴 수 있었기 때문이었다. 1960년대 이후 가마는 자취를 감추었지만 반얀나무들은 여전히 같은 자리에 심어져 있다.

## 상세
배터리 길은 서쪽 끝의 퀸스 로드와 쉿총 가가 만나는 교차로부터 시작된다. 그렇게 큰 길목이 이어지다가 퀸스 로드 위쪽의 오르막길부터는 여러 계단이 이어진다. 길 도중에는 중구정부합서 서관과 연결되는 계단이 나오며, 이를 지나친 뒤에는 전 프랑스 외방전도회 대루가 나온다. 배터리 길 1번지에 자리한 신고전주의 양식의 건물로 최근까지 홍콩 종심법원으로 사용되기도 했다. 이후 가든 로드와 만나는 교차로에서 끝나는데 이곳에 세인트 존 성당이 위치해 있다.

## 같이 보기
- 홍콩의 도로 목록
- 머리 포대